# Ectocyclops sarsi
Ectocyclops sarsi is een eenoogkreeftjessoort uit de familie van de Cyclopidae. De wetenschappelijke naam van de soort is voor het eerst geldig gepubliceerd in 1985 door Mahoon & Zia.